# Hilo
Hilo és una concentració de població designada pel cens dels Estats Units a l'illa de Hawaii, a l'estat de Hawaii. Segons el cens del 2007 tenia 47.345 habitants.
Hilo ha estat afectada per dos tsunamis al segle XX: un causat pel terratrèmol de les Aleutianes de 1946 i un altre pel terratrèmol de Xile del 1960.

## Demografia
Segons el cens del 2000, Hilo tenia 40.759 habitants, 14.577 habitatges, i 10.105 famílies La densitat de població era de 289,89 habitants per km².
Dels 14.577 habitatges en un 30,6% hi vivien nens de menys de 18 anys, en un 48,5% hi vivien parelles casades, en un 15,2% dones solteres, i en un 30,7% no eren unitats familiars. En el 24,1% dels habitatges hi vivien persones soles el 10,6% de les quals corresponia a persones de 65 anys o més que vivien soles. El nombre mitjà de persones vivint en cada habitatge era de 2,70 i el nombre mitjà de persones que vivien en cada família era de 3,19.
Per edats la població es repartia de la següent manera: un 24,7% tenia menys de 18 anys, un 10,3% entre 18 i 24, un 24,4% entre 25 i 44, un 23,9% de 45 a 64 i un 16,7% 65 anys o més.
L'edat mediana era de 38,6 anys. Per cada 100 dones hi havia 95,87 homes. Per cada 100 dones de 18 o més anys hi havia 91,91 homes.
La renda mediana per habitatge era de 39.139$ i la renda mediana per família de 48.150$. Els homes tenien una renda mediana de 36.049$ mentre que les dones 27.626 $. La renda per capita de la població era de 18.220$. Aproximadament l'11,1% de les famílies i el 17,1% de la població estaven per davall del llindar de pobresa.

## Poblacions més properes
El següent diagrama mostra les poblacions més properes.